# 東北人民解放軍
東北人民解放軍（とうほく-じんみん-かいほうぐん）は中国共産党が国共内戦中に東北部で編成した軍隊組織。東北民主連軍を前身とし、東北軍区と東北野戦軍を管轄した。後に中国人民解放軍第4野戦軍に発展した。
本項では東北野戦軍についても記述する。

## 成立
1948年1月1日、東北民主連軍は、東北人民解放軍に改称され、東北軍区と東北野戦軍に区分され、旧民主連軍総部機関は、軍区兼野戦軍指揮機関となった。

## 指揮官
- 司令員兼政治委員：林彪
- 第一副司令委員兼副政治委員：高崗
- 副司令員：呂正操、周保中、蕭勁光
- 第一副政治委員：羅栄桓
- 副政治委員：陳雲、李富春
- 参謀長：劉亜楼、伍修権
- 政治部主任：譚政

## 活動
1948年2月、9個独立師（旅）から第11、第12縦隊が編成された。1947年12月15日～1948年3月15日の間、東北野戦軍は、零下30度の酷寒の中、90日間の冬季攻勢作戦を発動し、国民党軍15万6千人を撃滅、18市を占領し、国民党軍を長春、瀋陽、錦州等の孤立地域に圧迫した。この作戦により、東北解放区の面積は全東北の97％、人口は86％にまで拡大した。
大規模進攻作戦の需要に対応するため、東北人民解放軍は、第2線兵団の建設を強化し、1947年7月～1948年11月の間に164個団を編成し、37万人の新兵を前線に供給した。同時に、捕虜に教育改造が施され、部隊に補充された。砲兵の強化も継続され、砲兵司令部の下に砲兵縦隊が編成され、所属砲兵部隊を統一指揮・管理した。各歩兵縦隊・師・団にも、砲兵団・営・連が配属された。当時、東北人民解放軍は、迫撃砲1,600門、各種野砲600門、高射砲116門を保有していた。1948年7月、護路軍所属部隊を基盤に鉄道縦隊が編成され、4個支隊、1万7千人を管轄した。8月末までに、東北人民解放軍の総兵力は、103万人に達した。

## 東北野戦軍
作戦指揮の便宜のため、1948年8月14日、独立した東北野戦軍の指揮機関が設置された。旧第1前方指揮所は東北野戦軍第1兵団部に、旧第2前方指揮所は東北野戦軍第2兵団部に改編された。この時、東北野戦軍の管轄下には、2個兵団部、12個歩兵縦隊、15個独立師、1個砲兵縦隊、1個鉄道縦隊、3個騎兵師、1個坦克（戦車）団等、計70万人が存在した。

### 東北野戦軍の指揮官
- 司令員：林彪
- 政治委員：羅栄桓
- 参謀長：劉亜楼
- 政治部主任：譚政
- 第1兵団司令員：蕭勁光
- 第1兵団政治委員：蕭華
- 第2兵団司令員：程子華
- 第2兵団政治委員：黄克誠

### 東北野戦軍の活動
1948年9月12日、東北野戦軍主力は南下し、遼瀋戦役を発動した。遼瀋戦役は、52日間続き、11月2日に終結し、国民党軍47万2千人を撃滅して東北全土を解放した。以後、東北野戦軍は、中国人民解放軍の戦略機動部隊となった。
1948年11月13日、中国共産党中央軍事委員会規定の統一序列（戦闘序列）に従い、東北野戦軍所属の第1～第12縦隊は、中国人民解放軍第38軍、第39軍、第40軍、第41軍、第42軍、第43軍、第44軍、第45軍、第46軍、第47軍、第48軍、第49軍に改称された。また、長春包囲戦に屈して長春で降伏（起義）した国民党軍第60軍は、第50軍として編入された。
11月下旬、東北野戦軍は入関した。11月29日～1949年1月31日、華北軍区第2、第3、第4兵団及び地方武装勢力と共に、64日間に渡る平津戦役を発動し、国民党軍52万人を撃滅した。これにより、綏遠、太原、新郷等の少数の孤立拠点を除き、華北全域が解放された。

## 消滅
中央軍事委員会の1949年1月15日と3月7日付命令に従い、東北野戦軍は、3月11日に中国人民解放軍第4野戦軍に改称された。